# AKG Acoustics
AKG Acoustics er et østrigsk firma som laver mikrofoner, høretelefoner og pickupper. Selskabet blev etableret i 1947.
AKG Acoustics har hovedkontor i Wien i Østrig. I 2016 omsatte virksomheden (Harman International Industries, 2017 Samsung).